# Orvasca waterstradti
Orvasca waterstradti är en fjärilsart som beskrevs av Holloway 1976. Orvasca waterstradti ingår i släktet Orvasca och familjen tofsspinnare. Inga underarter finns listade i Catalogue of Life.